# 渡辺敦子
渡辺 敦子（わたなべ あつこ、1964年10月26日 - ）は、日本のミュージシャン。プリンセス プリンセスのリーダー・ベーシストとして活躍した。

## 人物
熊本県水俣市生まれ、千葉県育ち。千葉県立京葉高等学校卒業。
バンド結成（当初は赤坂小町と名乗っていた）時よりリーダーを務め、落ち着いた雰囲気で人気を博した。1983年、女性バンドのオーディションに合格し、1986年、プリンセス・プリンセスとしてデビュー。ベーシスト、リーダーとしてグループをまとめる。1989年「DIAMONDS」がベストセラーシングルを記録し大ブレイク女性バンドとしては初の武道館ライブを成功させるなど、安定した人気と実力を誇る。1996年、プリンセス・プリンセス解散。
解散直後より関わっている、学校法人滋慶学園 東京スクールオブミュージック＆ダンス専門学校（同大阪・名古屋・福岡・仙台・札幌）の副校長に就任。
2012年1月、東日本大震災をきっかけとして震災からの復興支援のため、一年限定でプリンセス・プリンセスを再結成した。16年ぶりに期間限定で『プリンセス・プリンセス』奇跡の復活。復興支援ライブを行う。この復興支援活動で約5億円の義援金を集め、被災した岩手、宮城、福島県などに寄付。第一次支援として岩手県、宮城県、福島県の地域医療への支援。第二次支援として東北地方の医療福祉育成への支援。第三次支援として仙台市にライブイベントスペース「仙台PIT」を設営。
2016年3月11日には『プリンセス・プリンセス』で仙台PITのこけら落としライブを行った。この仙台PITは音楽活動の拠点となるだけでなく、今後の収益の一部も東北復興支援の一部として利用される。
2016年5月、千葉県市原市に児童発達支援・放課後等デイサービス施設の「ダイアキッズ」(Dia Kids) を開設する。2016年9月、「ダイアキッズ」は、さらに児童発達支援の資格を取得し、多機能型事業所として拡大。2018年4月、2店舗目となる千葉県指定 放課後等デイサービス「ダイアキッズ ネスト」開所。
ベーシストとしての活動、アーティストのプロデュースおよび発掘、音楽専門学校の副校長といった音楽事業と放課後デイサービス事業の2事業を柱とし子供たちの育成に力を注いでいる。
2021年10月、東京スクールオブミュージック&ダンス専門学校の校長に就任。

## 使用機材
- フェンダー・ジャズ・ベース - デビュー当時から1987年頃まで使用。色は赤。
- グレコ・フェニックス・ベース - 1987年ごろから使用。色は白や青など複数のベースを使用していた。後述のスペクター・NS-2がメインになると、TV出演時に主に使用された。
- スペクター・NS-2 - 1988年夏頃から使用され、再結成時にも使用された現在のメインベース。色はナチュラル(木目調、オイルフィニッシュ)。メイプルボディのスルーネック構造、EMG製のPJピックアップ搭載というスペックで、BUCK-TICKの樋口豊も、全く同じベースを同時期に使用していた（樋口のベースは黒色）。スペクターはそれ以外にも赤色のものを所有している。
- スペクター・EURO4LX - 再結成時に使用。前述のスペクター・NS-2のヨーロッパ仕様（NS-2はアメリカ製だが、こちらはチェコスロバキア製。材質もNS-2はメイプルだが、EURO4LXは表にメイプル、裏にアルダーが使われている。また指板のインレイの形状も異なる）。
- グレコ・オリジナル・モデル - 「ATSUKO」の「A」の字を形取ったオリジナルモデル。TV出演時に主に使用。

## 書籍
- PRINCESS PRINCESSでうまくなろう 入門 ロックベース 渡辺 敦子 1998年12月10日
- いつも心にDIAMONDS 1999年6月20日 ビー・アール・サーカス
- WOMAN　女性アーティストが6人が語る、恋愛、家族、そして音楽。リットーミュージック2017年12月20日